# Abu Yusuf Yaqub

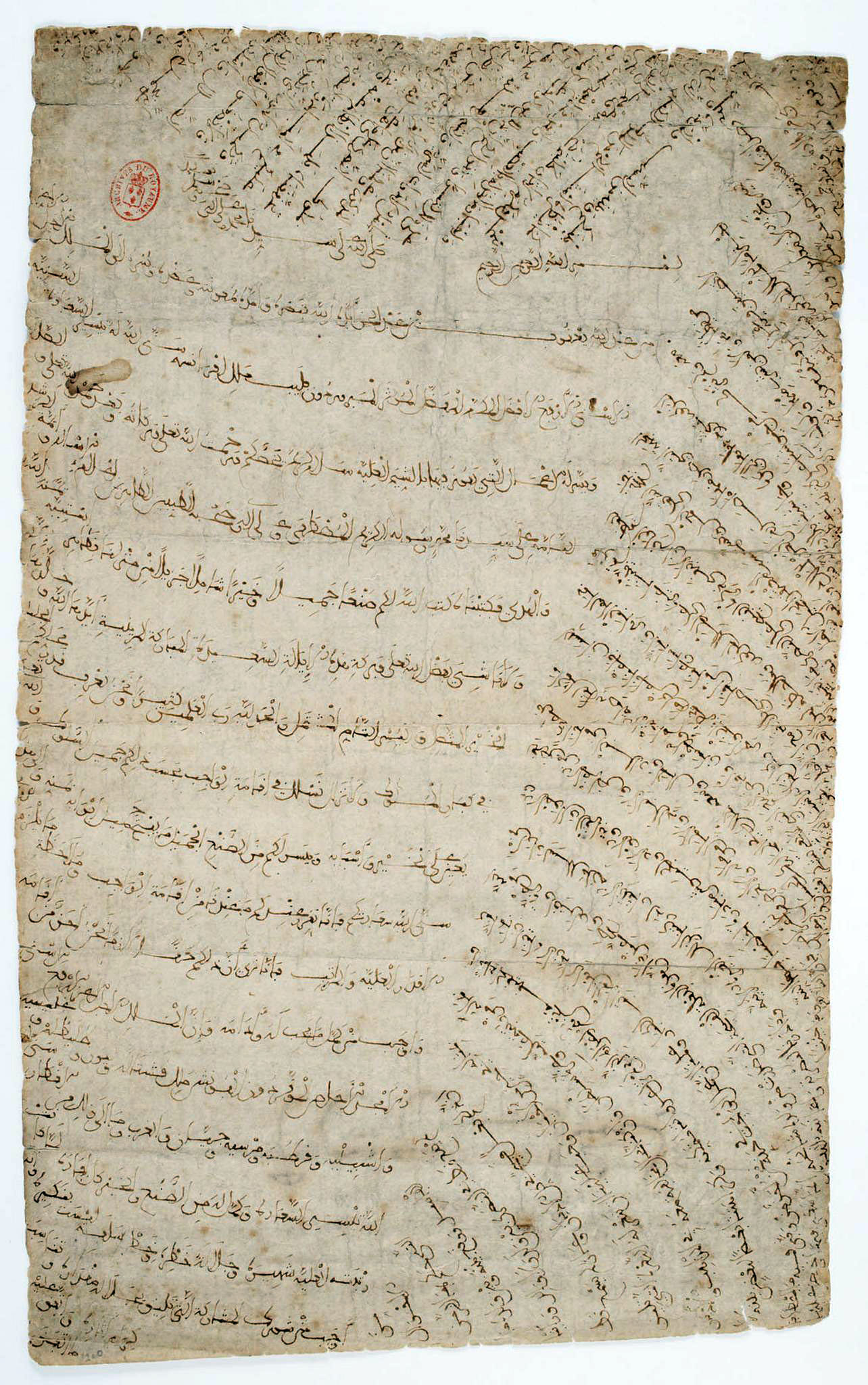
Brief von Sultan Abu Yusuf Yaqub an König Philipp III. von Frankreich vom 24. Oktober 1282

Abu Yusuf Yaqub ibn Abdalhaqq (arabisch أبو يوسف يعقوب بن عبد الحق, DMG Abū Yūsuf Yaʿqūb b. ʿAbd al-Ḥaqq; † 1286) war von 1259 bis 1286 der dritte Sultan der Meriniden in Marokko.
Während der Eroberung Marokkos durch die Meriniden unter Abu Yahya Abu Bakr (1244–1258) wurde Abu Yusuf Yaqub als Statthalter in Fès eingesetzt. Nach dem Tod von Abu Yahya Abu Bakr konnte er sich gegen dessen Sohn Umar (1258–1259) und andere Verwandte als Herrscher durchsetzen. In der Folgezeit gelang ihm die Konsolidierung der Merinidenherrschaft. Dazu errichtete er mit Neu-Fes ein Verwaltungszentrum, das gleichzeitig als Hauptwaffenplatz dienen sollte. Durch die Befriedung des Reiches und den endgültigen Sturz der Almohaden (Eroberung von Marrakesch 1269) stieg Marokko wieder zur stärksten Militärmacht im Maghreb auf.
Wegen der Förderung der Marabouts stand Abu Yusuf Yaqub im Ruf großer Frömmigkeit. Auch unternahm er vier Feldzüge nach Andalusien, um die in Granada regierenden Nasriden gegen die Angriffe von Kastilien zu unterstützen. Während des letzten Feldzuges starb er 1286 bei der Belagerung von Algeciras. Nachfolger wurde sein Sohn Abu Yaqub Yusuf (1286–1307).